# Vilamós
Vilamós (oficialmente en occitano: Vilamòs) es un municipio español de la comarca del  Valle de Arán, en la provincia de Lérida, Cataluña, situado a la derecha del río Garona. 
Vilamós era la capital del tercio aranés de Lairissa, y las armas de la villa llevan los colores alusivos al Valle de Arán: argén por el agua de la Garona y los lagos de Vilamós (Estanh Long y Estanh Redon), y también por la nieve, que cubren las montañas una buena parte del año; el sinople está por los bosques, los prados y los campos.

## Geografía humana

### Demografía
Cuenta con una población de 175 habitantes (INE 2024).
| Gráfica de evolución demográfica de Vilamòs entre 1842 y 2021 |
| |
| Población de derecho según los censos de población del INE Población de hecho según los censos de población del INEEn estos censos se denominaba Vilamós: 1842, 1857, 1860, 1877, 1887, 1897, 1900, 1910, 1920, 1930, 1940, 1950, 1960, 1970 y 1981 |

| 1900 | 1930 | 1950 | 1970 | 1981 | 1986 | 1990 | 1996 | 2000 | 2006 | 2012 | 2017 |
| ---- | ---- | ---- | ---- | ---- | ---- | ---- | ---- | ---- | ---- | ---- | ---- |
| 234  | 184  | 190  | 84   | 83   | 87   | 122  | 148  | 152  | 180  | 173  | 151  |

### Economía
Ganadería y explotación forestal.

## Símbolos

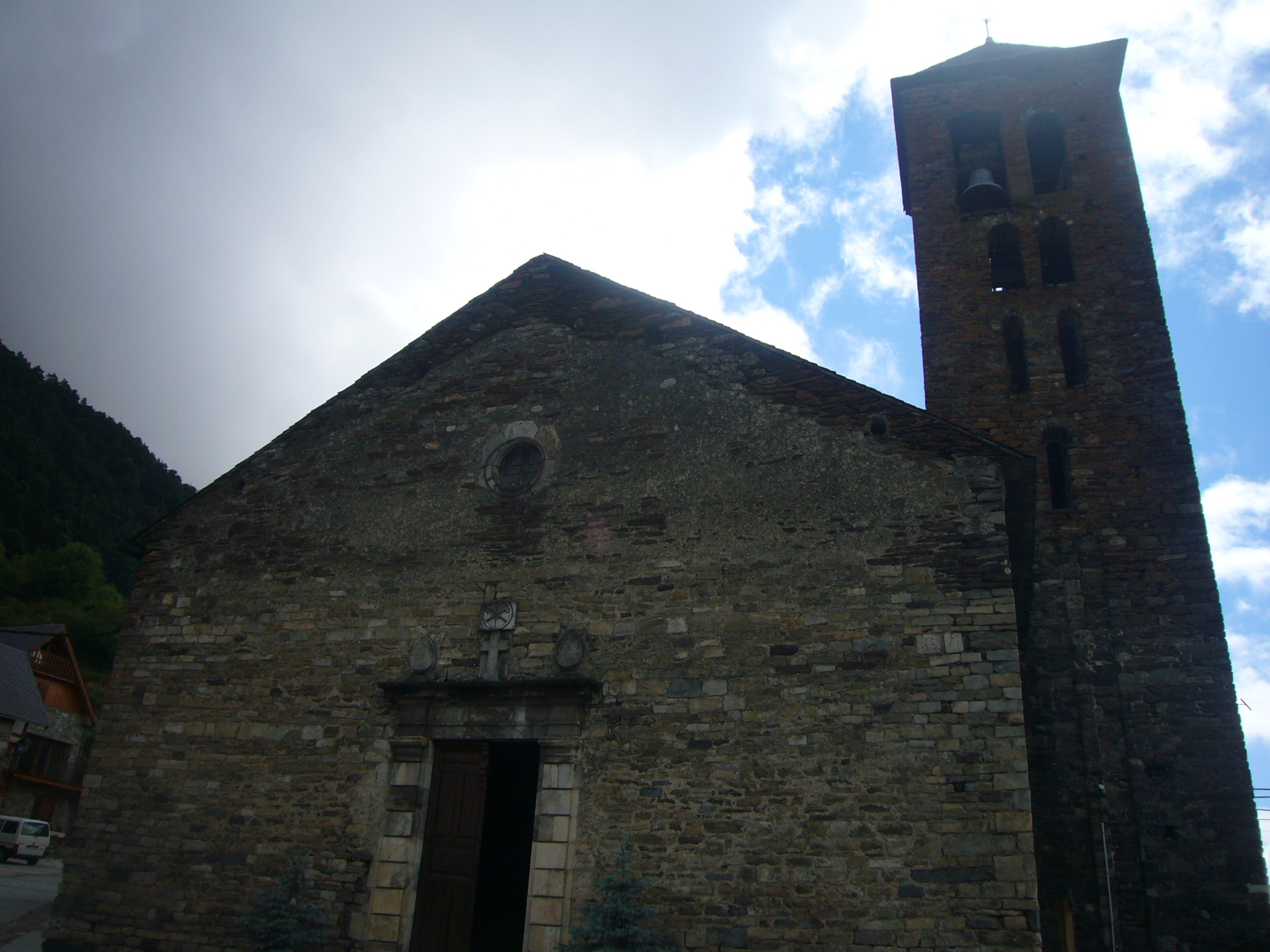
iglesia de Santa María

El blasón de Vilamós es un escudo losanjado cortado: primero de argén; segundo de sinople. Por timbre, una corona mural de villa.
Fue aprobado el 2 de septiembre de 1992.

## Monumentos y lugares de interés
- Iglesia de Santa María, de estilo románico.

- Iglesia de San Miguel, de estilo románico.